# Enicostema axillare
Enicostema axillare là một loài thực vật có hoa trong họ Long đởm. Loài này được (Poir. ex Lam.) A.Raynal mô tả khoa học đầu tiên năm 1969.